# Берлинский симфонический оркестр
Берлинский симфонический оркестр (нем. Berliner Symphoniker) — немецкий симфонический оркестр, базирующийся в Берлине. Основан в 1949 г. в Западном Берлине под названием нем. Berliner Symphonisches Orchester, бессменным руководителем коллектива на протяжении почти 25 лет был Карл Август Бюнте. Среди заметных страниц истории коллектива — первое исполнение в Берлине симфонии П. И. Чайковского «Манфред» (15 сентября 1963 г.). В 1967 г. оркестр был объединён с другим коллективом и преобразован в Симфонический оркестр Берлина (нем. Symphonisches Orchester Berlin), а в 1990 г. получил нынешнее название.

## Руководители оркестра
- Карл Август Бюнте (1949—1973)
- Теодор Роберт Блумфилд (1975—1983)
- Даниэль Назарет (1983—1985)
- Алин Франкис (1989—1996)
- Лиор Шамбадал (1997—2019)